# Barbara Pasamonik
Barbara Pasamonik (ur. 1969) – polska kulturoznawczyni i socjolożka, prorektor Akademii Pedagogiki Specjalnej im. Marii Grzegorzewskiej w Warszawie.

## Życiorys
Ukończyła w 1993 studia kulturoznawcze na Wydziale Nauk Historycznych i Pedagogicznych Uniwersytetu Wrocławskiego. Pracę magisterską Grupy artystyczne Wrocławia w latach 1945–1981 napisała pod kierunkiem Pawła Banasia. W 1998 doktoryzowała się w dyscyplinie nauk humanistycznych w dziedzinie filozofii w Instytucie Filozofii i Socjologii Polskiej Akademii Nauk, broniąc pracę Problemy tożsamości osobowej w antropologii filozoficznej Teilharda de Chardin (promotor – Paweł Dybel). W 2014 habilitowała się w dziedzinie nauk społecznych, dyscyplina socjologia, na Uniwersytecie Warszawskim, przedstawiając dzieło Rola płci w integracji europejskich muzułmanów.
Jej zainteresowania naukowe obejmują: zderzenie kultur i wewnątrzkulturowe zderzenia wartości, dylematy tolerancji w społeczeństwach wielokulturowych, perspektywa gender w procesie integracji europejskich muzułmanów.
W latach 1997–1998 wykładała w Katedrze Kultury UW. W 1998 rozpoczęła pracę w Instytucie Pedagogiki Specjalnej Akademii Pedagogiki Specjalnej w Warszawie. Od 2006 w Instytucie Filozofii i Socjologii APS. Prorektor APS ds. kształcenia w kadencji 2020–2024.